# Vraceș, Sofia
Vraceș (în bulgară Врачеш) este un sat în comuna Botevgrad, regiunea Sofia,  Bulgaria. 

## Demografie
Componența etnică a satului Vraceș
     Bulgari (84,55%)
     Romi (3,86%)
     Nicio identificare (11,57%)
     Altele (0%)
La recensământul din 2011, populația satului Vraceș era de 3.515 locuitori. Din punct de vedere etnic, majoritatea locuitorilor (84,55%) erau bulgari, cu o minoritate de romi (3,86%). Pentru 11,57% din locuitori nu este cunoscută apartenența etnică.